# 堀尾泰晴
堀尾 泰晴（ほりお やすはる）は、戦国時代から安土桃山時代にかけての武将。堀尾泰政の子。別名吉久。豊臣三中老の一人である堀尾吉晴の父。

## 概要
堀尾氏は尾張国丹羽郡御供所の土豪であり、高階氏を称していた。泰晴は織田信長の一族「織田弾正忠家」の主筋清洲織田氏（織田大和守家）の嫡流である尾張半国守護代・岩倉織田氏（織田伊勢守家）当主織田信安に仕え、山内盛豊らとともに重臣の地位にあった。
永禄2年（1559年）、岩倉城の戦いで主家が滅亡した後の動向は定かではない。嫡男吉晴が豊臣秀吉に仕えた後に引き取られたと思われる。慶長4年（1599年）、孫の忠氏の家督相続と同年に没している。